# Liste der Biografien/Lio
Liste der Biografien |
Portal Biografien |
Personensuche
# |
A |
B |
C |
D |
E |
F |
G |
H |
I |
J |
K |
L |
M |
N |
O |
P |
Q |
R |
S |
T |
U |
V |
W |
X |
Y |
Z |
?
 
La |
Lb |
Lc |
Le |
Lg |
Lh |
Li |
Lj |
Ll |
Lm |
Lo |
Lp |
Lt |
Lu |
Lv |
Lw |
Lx |
Ly |
Lz
 
Lia |
Lib |
Lic |
Lid |
Lie |
Lif |
Lig |
Lih |
Lii |
Lij |
Lik |
Lil |
Lim |
Lin |
Lio |
Lip |
Liq |
Lir |
Lis |
Lit |
Liu |
Liv |
Liw |
Lix |
Liy |
Liz
Die Liste der Biografien führt alle Personen auf, die in der deutschsprachigen Wikipedia einen Artikel haben. Dieses ist eine Teilliste mit 58 Einträgen von Personen, deren Namen mit den Buchstaben „Lio“ beginnt.

## Lio
- Lio (* 1962), französisch-belgische Sängerin und Schauspielerin

### Liob
- Lioba von Tauberbischofsheim, Missionarin und Äbtissin, HeiligeLioba von Tauberbischofsheim

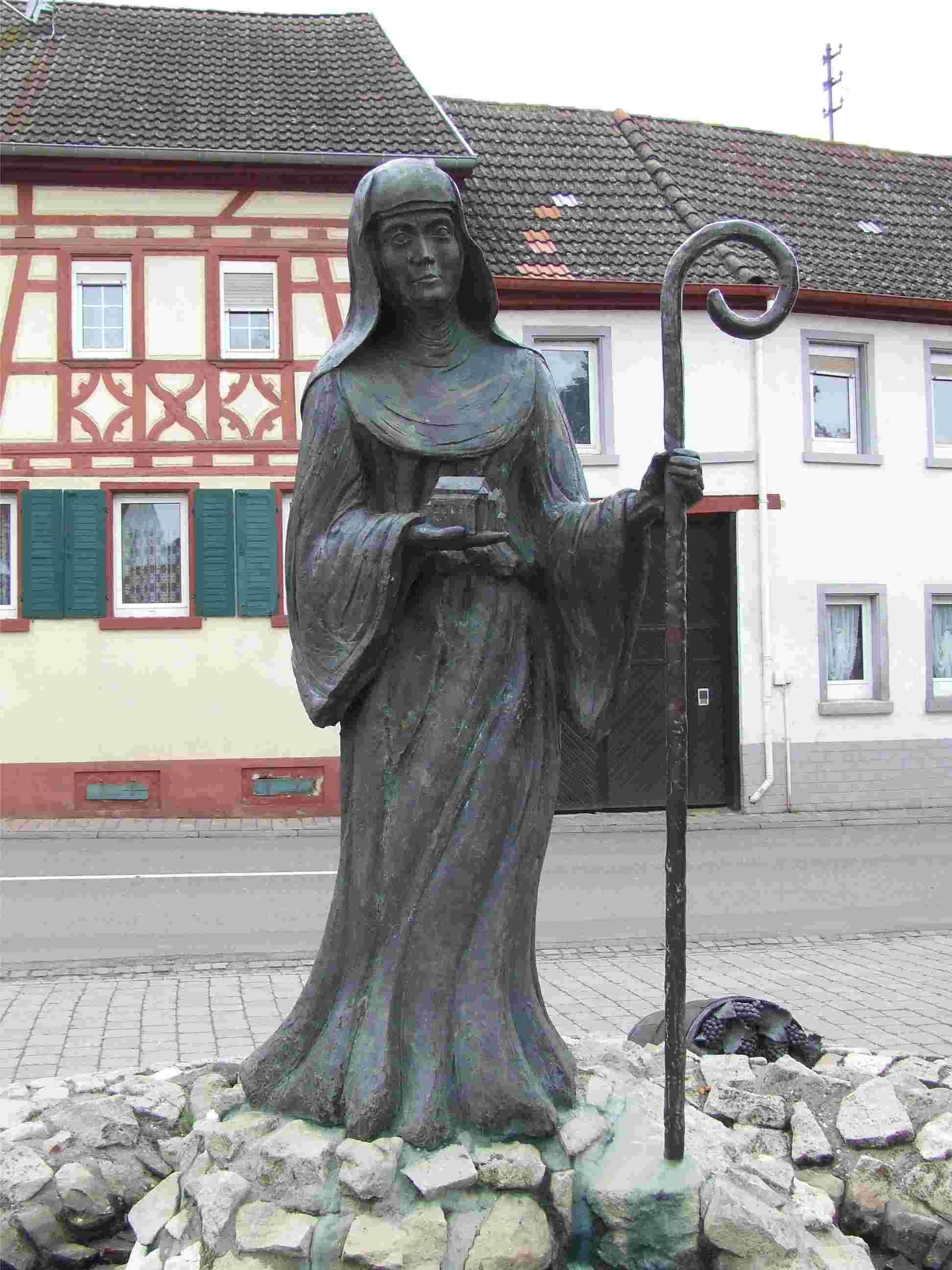
Lioba von Tauberbischofsheim

### Lioe
- Lioe Tiong Ping (* 1972), indonesischer Badmintonspieler

### Liog
- Liogier, Henri Alain (1916–2009), französischer Botaniker

### Liom
- Liomin, Théodore Frédéric Louis (1765–1801), Schweizer Jurist und Notar

### Lion
- Lion, Alexander (1870–1962), deutscher Arzt und Pfadfinder
- Lion, Alfred (1908–1987), US-amerikanischer Plattenproduzent deutscher Herkunft
- Lion, Ferdinand (1883–1968), Schweizer Schriftsteller
- Lion, Heinrich Albert (1796–1867), deutscher Klassischer Philologe
- Lion, Hilde (1893–1970), deutsche Pädagogin
- Lion, Johnny (1941–2019), niederländischer Sänger und Schauspieler
- Lion, Jules († 1866), US-amerikanischer Lithograph, früher Fotograf und Maler in New Orleans
- Lion, Justus (1829–1901), deutscher Pädagoge und Sportpionier
- Lion, Kurt (1904–1980), deutsch-amerikanischer Physiker
- Lion, Margo (1899–1989), französische Diseuse und Schauspielerin
- Lion, Max (1883–1951), deutscher Jurist und Steuerrechtswissenschaftler
- Lion, Michael (1956–2025), deutscher Opernsänger (Bassbariton)
- Lion, Mosche (* 1961), israelischer Unternehmer, Leiter und Politiker
- Lion, P. (* 1959), italienischer Sänger, Pianist und Songautor
- Lion, Rudolf (1843–1893), Hofer Buchhändler und Verleger
- Lion, Rudolf Sigmund (1868–1933), deutscher Ingenieur und Mitglied des Provinziallandtages der Provinz Hessen-Nassau
- Liona, Toa (* 1991), amerikanischer Wrestler
- Lionæs, Aase (1907–1999), norwegische Ökonomin und Politikerin der Arbeiderpartiet
- Lioncourt, Guy de (1885–1961), französischer Komponist
- Lione, Fabio (* 1973), italienischer Sänger
- Lione, Riccardo (* 1972), italienischer Beachvolleyballspieler
- Lionello, Fabio Luigi (* 1960), italienischer Fernseh- und Theaterregisseur
- Lionera, Asuka (* 1987), deutsche Schriftstellerin
- Lionetti, Donald M. (1940–2019), US-amerikanischer Offizier, Lieutenant General der US Army
- Lionginas, Jonas (* 1956), litauischer Bankmanager und Politiker
- Lionne, Hugues de (1611–1671), französischer Diplomat und Außenminister
- Lionni, Leo (1910–1999), italienisch-amerikanischer Grafiker, Maler und Schriftsteller
- Lions Head (* 1986), amerikanischer Singer-Songwriter und Popmusiker
- Lions, Jacques-Louis (1928–2001), französischer Mathematiker
- Lions, Pierre-Louis (* 1956), französischer Mathematiker
- Liont (* 1992), deutscher Webvideoproduzent und MusikerLiont (* 1992)

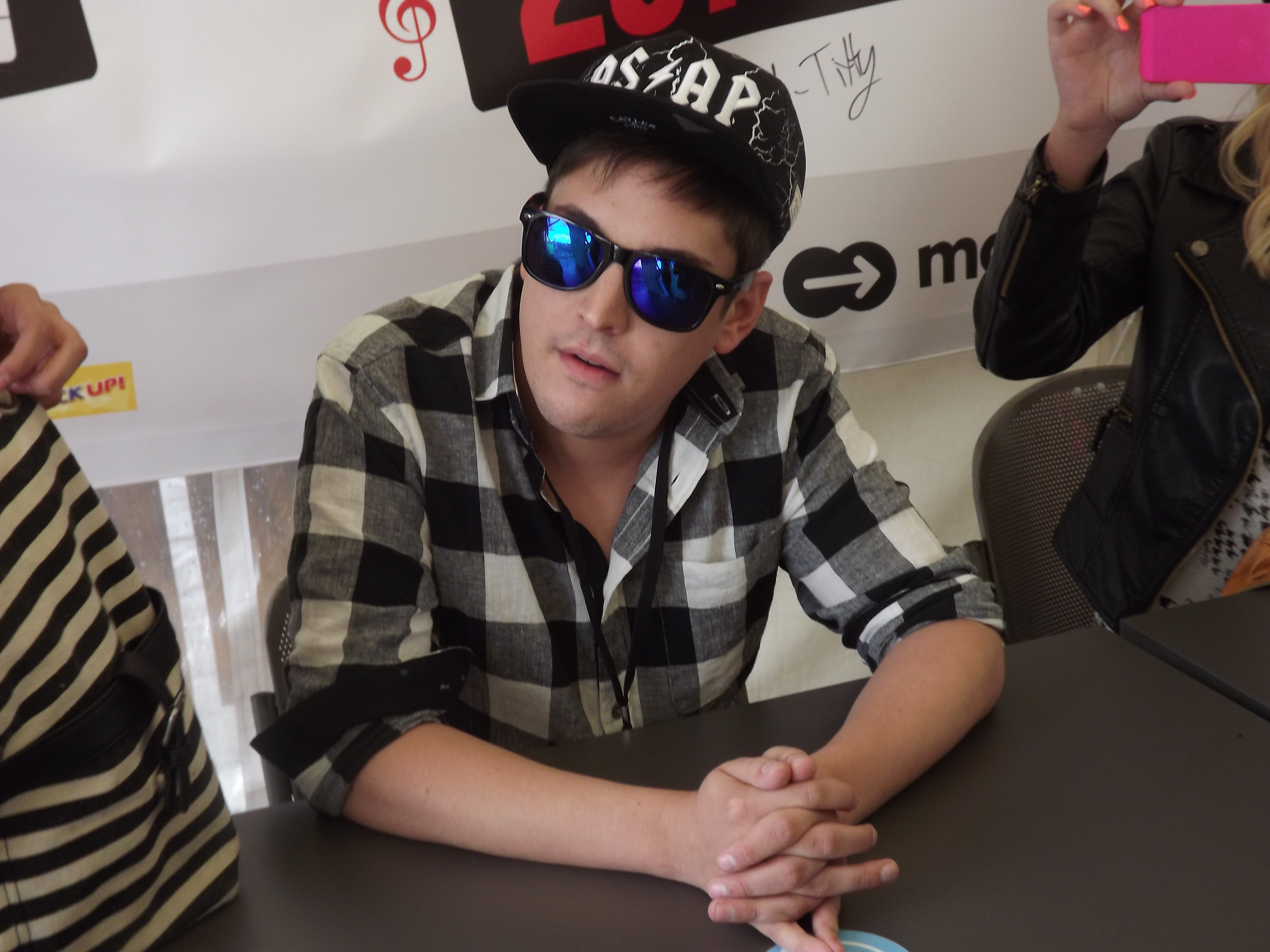
Liont (* 1992)

### Lior
- Lior, Dov (* 1933), israelischer Rabbiner und Autor
- Lior, Jamari, Künstlername einer deutschen Fotokünstlerin, Autorin und Dozentin mit Studio in Königswinter
- Liora (* 1970), israelische Sängerin
- Liorančas, Vilmantas (* 1964), litauischer Badmintonfunktionär
- Lioret, Henri (1848–1938), französischer Uhrmacher und Erfinder
- Lioret, Philippe (* 1955), französischer Regisseur

### Lios
- Liosi, Kyriaki (* 1979), griechische Wasserballspielerin
- Liosnowa, Tatjana Michailowna (1924–2011), sowjetische Filmregisseurin

### Liot
- Liotard, Jean-Étienne (1702–1789), französisch-schweizerischer Pastell- und Emailmaler
- Liotard, Kartika (1971–2020), niederländische Juristin und Politikerin (SP), MdEP
- Liotard, Thérèse (* 1949), französische Schauspielerin
- Liotard-Vogt, Pierre (1909–1987), französischer Manager, CEO und Präsident des Verwaltungsrates bei Nestlé
- Liotta, Dennis (* 1949), US-amerikanischer Chemiker und Pharmakologe
- Liotta, Domingo (1924–2022), argentinischer Arzt
- Liotta, Ray (1954–2022), US-amerikanischer SchauspielerRay Liotta (1954–2022)

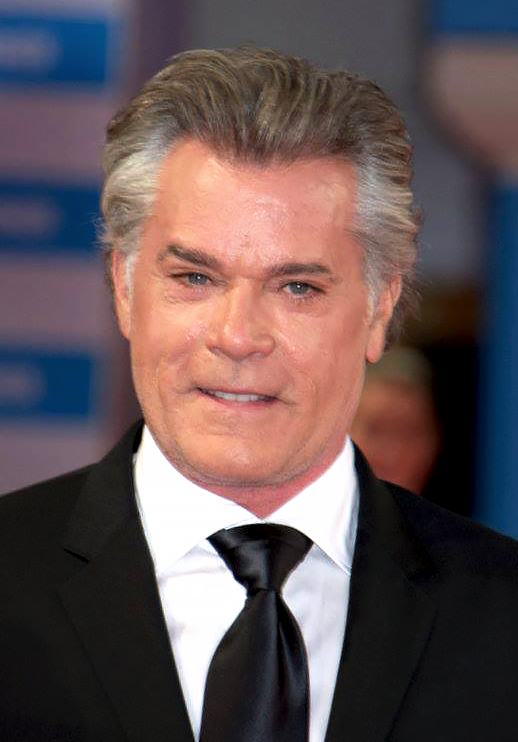
Ray Liotta (1954–2022)

- Liottel, Robert (1885–1968), französischer Fechter
- Liotti, Daniele (* 1971), italienischer Filmschauspieler
- Liotti, Louis (* 1985), US-amerikanischer Eishockeyspieler

### Liou
- Liouville, Jacques (1879–1960), französischer Mediziner, Entdeckungsreisender und Naturforscher
- Liouville, Joseph (1809–1882), französischer Mathematiker
- Liouville, Roger (1856–1930), französischer Mathematiker und Ballistik-Ingenieur

### Liov
- Liová, Zuzana (* 1977), slowakische Drehbuchautorin, Regisseurin und Dramaturgin